# Grammy Award du meilleur album de jazz contemporain
Le Grammy Award for Best Contemporary Jazz Album (« Grammy Award pour le meilleur album de jazz contemporain ») est un prix décerné chaque année depuis 1992 lors de la cérémonie des Grammy Awards. Il est attribué à un artiste ou à un groupe pour la qualité de la musique de jazz contemporaine réalisée. 
En 2011, le musicien Pat Metheny est l'artiste ayant été le plus primé avec au total six récompenses dans cette catégorie. 
En 2012 ce prix fusionne avec la catégorie Best Jazz Instrumental Album.

## Historique
La première récompense est décernée au groupe The Manhattan Transfer en 1992, le prix s'intitulait à cette période Grammy Award for Best Contemporary Jazz Performance. De 1993 à 1994, le prix se nomme Best Contemporary Jazz Performance (Instrumental) puis de 1995 à 2000, le nom change en Best Contemporary Jazz Performance et depuis 2001 le nom est Best Contemporary Jazz Album.
Jusqu'en 2001, les albums ou les morceaux pouvaient être admis pour l'obtention de ce prix. Depuis 2001, en plus des artistes les lauréats comprennent aussi les producteurs, ingénieurs et / ou les mixeurs pour leur contribution au travail.
En 2011, Pat Metheny détient le record du nombre de victoires dans cette catégorie avec un total de six récompenses (cinq avec Pat Metheny Group). Randy Brecker a reçu quatre fois le prix, une fois avec son frère Michael avec le duo connu sous le nom de Brecker Brothers. Le groupe Béla Fleck and the Flecktones a reçu deux fois le prix. Seuls des artistes américains ont reçu ce prix à l'exception de Joe Zawinul, qui est né en Autriche. Le groupe Yellowjackets détient le record du plus grand nombre de nominations (7) sans avoir reçu une seule victoire.
En 2012, à la suite d'une refonte importante des catégories aux Grammy Awards, le prix décerné pour les enregistrements de jazz contemporain est confondu avec celui de la catégorie Best Jazz Instrumental Album.

## Liste des lauréats

### Années 1990
| Année | Artiste ou groupe récompensé | Album           | Nommés et leur album | Ref.  | Lauréats                                                |
| ----- | ---------------------------- | --------------- | --- | ----- | ------------------------------------------------------- |
| 1992  | The Manhattan Transfer       | Sassy           | - Béla Fleck and the Flecktones – Flight of the Cosmic Hippo - Bobby McFerrin – Medicine Music - Claus Ogerman et Michael Brecker – Claus Ogerman Featuring Michael Brecker - Joe Sample – Ashes to Ashes - Yellowjackets – Greenhouse | [ 1 ] | The Manhattan Transfer au Java Jazz Festival en 2008    |
| 1993  | Pat Metheny                  | Secret Story    | - Bob Berg – Back Roads - Brecker Brothers – Return of the Brecker Brothers - Bob Mintzer – One Music - David Sanborn – Upfront | [ 2 ] |                                                         |
| 1994  | Pat Metheny Group            | The Road to You | - Chick Corea Elektric Band II – Paint the World - Fourplay – Between the Sheets - John Patitucci – Another World - Yellowjackets – Like a River                                                                                       | [ 3 ] | Pat Metheny Group à Pittsburgh en 2003                  |
| 1995  | Brecker Brothers             | Out of the Loop | - Jan Garbarek Group – Twelve Moons - Marcus Miller – The Sun Don’t Lie - Mike Stern – Is What It Is - Yellowjackets – Run for Your Life                                                                                               | [ 4 ] | Michael Brecker à Munich en 2001                        |
| 1996  | Pat Metheny Group            | We Live Here    | - Fourplay – Elixir - Marcus Miller – Tales - Lee Ritenour et Larry Carlton – Larry & Lee - Yellowjackets – Dreamland | [ 5 ] | Pat Metheny et Steve Rodby, avec qui il fonde le groupe |
| 1997  | Wayne Shorter                | High Life       | - Bob James et Kirk Whalum – Joined at the Hip - T.J. Kirk – If Four Was One - Harvey Mason – Ratamacue - Mike Stern – Between the Lines                                                                                               | [ 6 ] | Wayne Shorter au saxophone                              |
| 1998  | Randy Brecker                | Into the Sun    | - Lee Ritenour – Alive in L.A. - Patrice Rushen – Signature - Joe Sample – Sample This - Grover Washington – Breath of Heaven: A Holiday Collection                                                                                    | [ 7 ] | Randy Brecker et son frère Michael à Munich en 2001     |
| 1999  | Pat Metheny Group            | Imaginary Day   | - George Duke – After Hours - Marcus Miller – Live & More - Yellowjackets – Club Nocturne - Joe Zawinul und The Zawinul Syndicate – World Tour                                                                                         | [ 8 ] | Pat Metheny                                             |

### Années 2000
| Année | Artiste ou groupe récompensé  | Album                   | Nommés et leur album | Ref.   | Lauréats                                                            |
| ----- | ----------------------------- | ----------------------- | --- | ------ | ------------------------------------------------------------------- |
| 2000  | David Sanborn                 | Inside                  | - Russell Gunn – Ethnomusicology, Volume 1 - Tim Hagans – Animation/Imagination - Bob James – Joy Ride - Victor Wooten – Yin-Yang                                                                   | [ 9 ]  | David Sanborn au Riviera Maya Jazz Festival en 2008                 |
| 2001  | Béla Fleck and the Flecktones | Outbound                | - Fourplay – Yes, Please! - Tim Hagans et Bob Belden – Re-Animation: Live! - Ronny Jordan – A Brighter Day - Liquid Soul – Here’s the Deal                                                          | [ 10 ] | Béla Fleck and the Flecktones lors d'un concert au Hollywood Circle |
| 2002  | Marcus Miller                 | M²                      | - CAB – CAB 2 - Bill Evans – Soul Insider - Russell Gunn – Ethnomusicology, Volume 2 - Mike Stern – Voices                                                                                          | [ 11 ] | Marcus Miller                                                       |
| 2003  | Pat Metheny Group             | Speaking of Now         | - Larry Carlton – Deep Into It - John Scofield Band – Überjam - Yellowjackets – Mint Jam - Joe Zawinul – Faces & Places                                                                             | [ 12 ] | Pat Metheny à Milan                                                 |
| 2004  | Randy Brecker                 | 34th N Lex              | - Nicholas Payton – Sonic Trance - David Sanborn – Time Again - The Crusaders – Rural Renewal | [ 13 ] |                                                                     |
| 2005  | Bill Frisell                  | Unspeakable             | - Fourplay – Journey - Jan Garbarek – In Praise of Dreams - Don Grusin – The Hang - Roy Hargrove – Strength                                                                                         | [ 14 ] | Bill Frisell à Seattle en 2004                                      |
| 2006  | Pat Metheny Group             | The Way Up              | - Dave Douglas – Keystone - Bill Evans – Soulgrass - Joshua Redman Elastic Band – Momentum - Meshell Ndegeocello – The Spirit Music Jamia: Dance of the Infidel                                     | [ 15 ] | Pat Metheny en 2010 au Texas                                        |
| 2007  | Béla Fleck and the Flecktones | The Hidden Land         | - Groove Collective – People People Music Music - Christian Scott – Rewind That - Sex Mob – Sexotica - Mike Stern – Who Let The Cats Out?                                                           | [ 16 ] | Béla Fleck and the Flecktones                                       |
| 2008  | Herbie Hancock                | River: The Joni Letters | - Will Bernard – Party Hats - Brian Bromberg – Downright Upright - Eldar – Re-Imagination - Jeff Lorber – He Had a Hat                                                                              | [ 17 ] | Herbie Hancock                                                      |
| 2009  | Randy Brecker                 | Randy in Brasil         | - John McLaughlin – Floating Point - Yellowjackets et Mike Stern – Lifecycle - Various Artists – Cannon Re-Loaded: All-Star Celebration of Cannonball Adderley - Various Artists – Miles from India | [ 18 ] |                                                                     |

### Années 2010
| Année | Artiste ou groupe récompensé          | Album                   | Nommés et leur album | Ref.   | Lauréats                              |
| ----- | ------------------------------------- | ----------------------- | --- | ------ | ------------------------------------- |
| 2010  | Joe Zawinul and The Zawinul Syndicate | 75                      | - Stefon Harris und Blackout – Urbanus - Julian Lage – Sounding Point - Philippe Saisse – At World’s Edge - Mike Stern – Big Neighborhood      | [ 19 ] | Joe Zawinul                           |
| 2011  | The Stanley Clarke Band               | The Stanley Clarke Band | - Joey DeFrancesco – Never Can Say Goodbye - Jeff Lorber Fusion – Now Is the Time - John McLaughlin – To the One - Trombone Shorty – Backatown |        | Stanley Clarke et George Duke en 2006 |